# Alessandro Mazzola
Alessandro "Sandro" Mazzola, född 8 november 1942 i Turin är en italiensk före detta fotbollsspelare (mittfältare), son till Valentino Mazzola.
Mazzola var en av anledningarna till den italienska landslagsfotbollens renässans i slutet av 1960-talet och bidrog till landslagets framgångar under 1960- och 1970-talen med bland annat seger i EM 1968 på meritlistan. Mazzola firade stora framgångar också med sitt klubblag Inter där han spelade hela sin karriär och gjorde 417 ligamatcher och 116 ligamål. Mazzola har efter den aktiva spelarkarriären haft andra positioner inom samma klubb.

## Meriter

### I landslag
Italien
- VM i fotboll: 1966, 1970, 1974
  - VM-silver 1970

- EM i fotboll: 1968
  - EM-guld 1968

### I klubblag
Inter
- Europacupen: 1964, 1965